# Miczuły
Miczuły [miˈt͡ʂuwɨ] (tiếng Đức: Mitschullen, 1938-1945 Rochau) Là một ngôi làng ở quận hành chính của Gmina Banie Mazurskie, trong huyện Gołdapski, Warmińsko-Mazurskie, ở miền bắc Ba Lan, gần biên giới với Kaliningrad của Nga. Nó nằm khoảng 4 kilômét (2 mi) phía tây Banie Mazurskie, 23 km (14 mi) về phía tây của Gołdap và 110 km (68 mi)     về phía đông bắc của thủ đô khu vực Olsztyn.
Trước năm 1945, khu vực này là một phần của Đức (Đông Phổ).